# Deuxième circonscription de Tarn-et-Garonne
La deuxième circonscription de Tarn-et-Garonne est l'une des deux circonscriptions législatives françaises que compte le département de Tarn-et-Garonne (82) situé en région Occitanie.

## Description géographique et démographique

### De 1958 à 1986
La deuxième circonscription de Tarn-et-Garonne  était composée de :
- canton d'Auvillar
- canton de Beaumont-de-Lomagne
- canton de Bourg-de-Visa
- canton de Castelsarrasin
- canton de Grisolles
- canton de Lauzerte
- canton de Lavit
- canton de Moissac
- canton de Montaigu-de-Quercy
- canton de Montech
- canton de Saint-Nicolas-de-la-Grave
- canton de Valence
- canton de Verdun-sur-Garonne.

Source : Journal Officiel du 14-15 Octobre 1958.

### Depuis 1988
La deuxième circonscription de Tarn-et-Garonne est délimitée par le découpage électoral de la loi no 86-1197 du 24 novembre 1986
, elle regroupe les divisions administratives suivantes :
- canton d'Auvillar
- canton de Beaumont-de-Lomagne
- canton de Bourg-de-Visa
- canton de Castelsarrasin-1
- canton de Castelsarrasin-2
- canton de Grisolles
- canton de Lauzerte
- canton de Lavit
- canton de Moissac-1
- canton de Moissac-2
- canton de Montech
- canton de Montaigu-de-Quercy
- canton de Saint-Nicolas-de-la-Grave
- canton de Valence
- canton de Verdun-sur-Garonne.

D'après le recensement général de la population en 1999, réalisé par l'Institut national de la statistique et des études économiques (INSEE), la population totale de cette circonscription est estimée à 102599 habitants,.

## Historique des députations
| Législature | Début de mandat  | Fin de mandat   | Député | Parti | Parti | Observations |
| ----------- | ---------------- | --------------- | --- | --- | --- | --- |
| Ire         | 30 novembre 1958 | 9 octobre 1962  | Camille Bégué | | UNR | Mandat écourté à la suite d'une dissolution parlementaire décidée par Charles de Gaulle.                                                                       |
| IIe         | 25 novembre 1962 | 2 avril 1967    | Antonin Ver | | MRG | |
| IIIe        | 12 mars 1967     | 30 mai 1968     | Antonin Ver | MRG | Mandat écourté à la suite d'une dissolution parlementaire décidée par Charles de Gaulle.                                                                       | |
| IVe         | 30 juin 1968     | 1re avril 1973  | Antonin Ver | MRG | | |
| Ve          | 2 avril 1973     | 2 avril 1978    | Antonin Ver | MRG | | |
| VIe         | 3 avril 1978     | 22 mai 1981     | Jean-Michel Baylet | | MRG | Mandat écourté à la suite d'une dissolution parlementaire décidée par François Mitterrand.                                                                     |
| VIIe        | 2 juillet 1981   | 24 août 1984    | Jean-Michel Baylet | MRG | | |
| VIIe        | 24 août 1984     | 1re avril 1986  | Pierre Larroque | | PS | Remplace Jean-Michel Baylet qui est nommé au gouvernement. |
| VIIIe       | 2 avril 1986     | 14 mai 1988     | Proportionnelle par département, pas de député par circonscription. Mandat écourté à la suite d'une dissolution parlementaire décidée par François Mitterrand. | Proportionnelle par département, pas de député par circonscription. Mandat écourté à la suite d'une dissolution parlementaire décidée par François Mitterrand. | Proportionnelle par département, pas de député par circonscription. Mandat écourté à la suite d'une dissolution parlementaire décidée par François Mitterrand. | Proportionnelle par département, pas de député par circonscription. Mandat écourté à la suite d'une dissolution parlementaire décidée par François Mitterrand. |
| IXe         | 6 juin 1988      | 19 juillet 1988 | Jean-Michel Baylet | | MRG | |
| IXe         | 19 juillet 1988  | 1re avril 1993  | Jean-Paul Nunzi | | PS | Remplace Jean-Michel Baylet qui est nommé au gouvernement. |
| Xe          | 2 avril 1993     | 21 avril 1997   | Jacques Briat | | UDF | Mandat écourté à la suite d'une dissolution parlementaire décidée par Jacques Chirac.                                                                          |
| XIe         | 12 juin 1997     | 18 juin 2002    | Jean-Paul Nunzi | | PS | |
| XIIe        | 19 juin 2002     | 19 juin 2007    | Jacques Briat | | UMP | |
| XIIIe       | 20 juin 2007     | 19 juin 2012    | Sylvia Pinel | | PRG | |
| XIVe        | 20 juin 2012     | 21 juillet 2012 | Sylvia Pinel | PRG | | |
| XIVe        | 22 juillet 2012  | 11 mars 2016    | Jacques Moignard | | PS | Remplace Sylvia Pinel qui est nommée au gouvernement. |
| XIVe        | 12 mars 2016     | 20 juin 2017    | Sylvia Pinel | | PRG | |
| XVe         | 21 juin 2017     | 21 juin 2022    | Sylvia Pinel | PRG | | |
| XVIe        | 22 juin 2022     | 9 juin 2024     | Marine Hamelet | | RN | Mandat écourté à la suite d'une dissolution parlementaire décidée par Emmanuel Macron.                                                                         |
| XVIIe       | 8 juillet 2024   | en cours        | Marine Hamelet | | RN | |

## Historique des élections

### Élections de 1958
| Candidat       | Candidat          | Parti          | Premier tour | Premier tour | Second tour | Second tour |  |
| Candidat       | Candidat          | Parti          | Voix         | %            | Voix        | %           |  |
| -------------- | ----------------- | -------------- | ------------ | ------------ | ----------- | ----------- |  |
|                | Camille Bégué élu | UNR            | 11 629       | 28,33        | 23 413      | 56,78       |  |
|                | Jean Baylet       | Radsoc         | 7 874        | 19,18        | 15 462      | 37,5        |  |
|                | Roger Vié         | PCF            | 6 229        | 15,18        | Retrait     | Retrait     |  |
|                | Albert Cavaillé   | SFIO           | 5 021        | 12,23        | Retrait     | Retrait     |  |
|                | Raymond Bachala   | MRP            | 4 553        | 11,09        | Retrait     | Retrait     |  |
|                | José Badie        | UFF            | 3 158        | 7,69         | 2 359       | 5,72        |  |
|                | André Brunel      | CR             | 1 696        | 4,13         |             |             |  |
|                | Maurice Onfroy    | Modérés        | 885          | 2,16         |             |             |  |
|                |                   |                |              |              |             |             |  |
| Inscrits       | Inscrits          | Inscrits       | 55 828       | 100,00       | 55 829      | 100,00      |  |
| Abstentions    | Abstentions       | Abstentions    | 13 272       | 23,77        | 12 737      | 22,81       |  |
| Votants        | Votants           | Votants        | 42 556       | 76,23        | 43 092      | 77,19       |  |
| Blancs et nuls | Blancs et nuls    | Blancs et nuls | 1 511        | 3,55         | 1 858       | 4,31        |  |
| Exprimés       | Exprimés          | Exprimés       | 41 045       | 96,45        | 41 234      | 95,69       |  |

Le suppléant de Camille Bégué était Némorin Armand Roquefort, industriel à Moissac.

### Élections de 1962
| Candidat       | Candidat              | Parti          | Premier tour | Premier tour | Second tour | Second tour |  |
| Candidat       | Candidat              | Parti          | Voix         | %            | Voix        | %           |  |
| -------------- | --------------------- | -------------- | ------------ | ------------ | ----------- | ----------- |  |
|                | Antonin Ver élu       | Radsoc         | 14 295       | 37,49        | 25 783      | 62,83       |  |
|                | Camille Bégué sortant | UNR-UDT        | 10 571       | 27,72        | 15 251      | 37,17       |  |
|                | Roger Vié             | PCF            | 6 149        | 16,13        | Retrait     | Retrait     |  |
|                | Raymond Bachala       | MRP            | 2 929        | 7,68         | Retrait     | Retrait     |  |
|                | Maurice Onfroy        | CNIP           | 1 498        | 3,93         |             |             |  |
|                | Serge Mallet          | PSU            | 1 355        | 3,55         |             |             |  |
|                | Jean Soupa            | UFF            | 1 333        | 3,5          |             |             |  |
|                |                       |                |              |              |             |             |  |
| Inscrits       | Inscrits              | Inscrits       | 56 853       | 100,00       | 56 913      | 100,00      |  |
| Abstentions    | Abstentions           | Abstentions    | 17 073       | 30,03        | 14 156      | 24,87       |  |
| Votants        | Votants               | Votants        | 39 780       | 69,97        | 42 757      | 75,13       |  |
| Blancs et nuls | Blancs et nuls        | Blancs et nuls | 1 650        | 4,15         | 1 723       | 4,03        |  |
| Exprimés       | Exprimés              | Exprimés       | 38 130       | 95,85        | 41 034      | 95,97       |  |

Le suppléant d'Antonin Ver était Célestin Miramont, SFIO, conseiller général du canton de Saint-Nicolas-de-la-Grave, maire de Garganvillar.

### Élections de 1967
| Candidat       | Candidat                  | Parti          | Premier tour | Premier tour | Second tour | Second tour |  |
| Candidat       | Candidat                  | Parti          | Voix         | %            | Voix        | %           |  |
| -------------- | ------------------------- | -------------- | ------------ | ------------ | ----------- | ----------- |  |
|                | Antonin Ver sortant réélu | FGDS (Radical) | 19 896       | 43,43        | 27 352      | 59,22       |  |
|                | Roger Sarrau              | UD-Ve          | 16 184       | 35,33        | 18 832      | 40,78       |  |
|                | Marcel Guiche             | PCF            | 7 433        | 16,22        | Retrait     | Retrait     |  |
|                | Roger Carcenac            | ARLP           | 2 301        | 5,02         |             |             |  |
|                |                           |                |              |              |             |             |  |
| Inscrits       | Inscrits                  | Inscrits       | 57 489       | 100,00       | 57 486      | 100,00      |  |
| Abstentions    | Abstentions               | Abstentions    | 10 023       | 17,43        | 9 978       | 17,36       |  |
| Votants        | Votants                   | Votants        | 47 466       | 82,57        | 47 508      | 82,64       |  |
| Blancs et nuls | Blancs et nuls            | Blancs et nuls | 1 652        | 3,48         | 1 324       | 2,79        |  |
| Exprimés       | Exprimés                  | Exprimés       | 45 814       | 96,52        | 46 184      | 97,21       |  |

Le suppléant d'Antonin Ver était Célestin Miramont.

### Élections de 1968
| Candidat       | Candidat                  | Parti                     | Premier tour | Premier tour | Second tour | Second tour |  |
| Candidat       | Candidat                  | Parti                     | Voix         | %            | Voix        | %           |  |
| -------------- | ------------------------- | ------------------------- | ------------ | ------------ | ----------- | ----------- |  |
|                | Roger Sarrau              | UDR (URP)                 | 17 463       | 38,6         | 22 315      | 48,64       |  |
|                | Antonin Ver sortant réélu | FGDS (Radical)            | 17 022       | 37,62        | 23 561      | 51,36       |  |
|                | Marcel Guiche             | PCF                       | 5 950        | 13,15        | Retrait     | Retrait     |  |
|                | Louis Laclaverie          | Divers droite (Gaulliste) | 3 292        | 7,28         |             |             |  |
|                | Jean Bourgarel            | PSU                       | 1 517        | 3,35         |             |             |  |
|                |                           |                           |              |              |             |             |  |
| Inscrits       | Inscrits                  | Inscrits                  | 57 312       | 100,00       | 57 278      | 100,00      |  |
| Abstentions    | Abstentions               | Abstentions               | 10 865       | 18,96        | 10 444      | 18,23       |  |
| Votants        | Votants                   | Votants                   | 46 447       | 81,04        | 46 834      | 81,77       |  |
| Blancs et nuls | Blancs et nuls            | Blancs et nuls            | 1 203        | 2,59         | 958         | 2,05        |  |
| Exprimés       | Exprimés                  | Exprimés                  | 45 244       | 97,41        | 45 876      | 97,95       |  |

Le suppléant d'Antonin Ver était Célestin Miramont.

### Élections de 1973
| Candidat       | Candidat                  | Parti          | Premier tour | Premier tour | Second tour | Second tour |  |
| Candidat       | Candidat                  | Parti          | Voix         | %            | Voix        | %           |  |
| -------------- | ------------------------- | -------------- | ------------ | ------------ | ----------- | ----------- |  |
|                | Pierre Mas                | CDP (URP)      | 12 750       | 26,48        | 21 992      | 45,24       |  |
|                | Antonin Ver sortant réélu | MRG (UGSD)     | 11 882       | 24,68        | 26 619      | 54,76       |  |
|                | Robert Descazeaux         | Soc.ind.       | 8 427        | 17,5         | Retrait     | Retrait     |  |
|                | Marcel Guiche             | PCF            | 8 077        | 16,77        | Retrait     | Retrait     |  |
|                | Michel Baldy              | MR             | 3 940        | 8,18         |             |             |  |
|                | Louis Laclaverie          | Divers droite  | 1 245        | 2,59         |             |             |  |
|                | Michel Dario              | PSU            | 1 072        | 2,23         |             |             |  |
|                | Jean-Pierre Durand        | LO             | 759          | 1,58         |             |             |  |
|                |                           |                |              |              |             |             |  |
| Inscrits       | Inscrits                  | Inscrits       | 60 813       | 100,00       | 60 783      | 100,00      |  |
| Abstentions    | Abstentions               | Abstentions    | 11 128       | 18,3         | 10 271      | 16,9        |  |
| Votants        | Votants                   | Votants        | 49 685       | 81,7         | 50 512      | 83,1        |  |
| Blancs et nuls | Blancs et nuls            | Blancs et nuls | 1 533        | 3,09         | 1 901       | 3,76        |  |
| Exprimés       | Exprimés                  | Exprimés       | 48 152       | 96,91        | 48 611      | 96,24       |  |

Le suppléant d'Antonin Ver était Henri Fontagnère, PS, conseiller général du canton de Beaumont-de-Lomagne, maire de Gimat.

### Élections de 1978
| Candidat       | Candidat               | Parti          | Premier tour | Premier tour | Second tour | Second tour |  |
| Candidat       | Candidat               | Parti          | Voix         | %            | Voix        | %           |  |
| -------------- | ---------------------- | -------------- | ------------ | ------------ | ----------- | ----------- |  |
|                | Roland Hévin           | RPR            | 21 106       | 37,87        | 27 245      | 48,09       |  |
|                | Jean-Michel Baylet élu | MRG            | 14 359       | 25,76        | 29 407      | 51,91       |  |
|                | Michel Bonnet          | PCF            | 12 529       | 22,48        | Retrait     | Retrait     |  |
|                | Alain Jean             | Écologie 78    | 3 702        | 6,64         |             |             |  |
|                | Raymond Récoché        | PSU (FA)       | 2 420        | 4,34         |             |             |  |
|                | Jacqueline Santi       | LO             | 1 622        | 2,91         |             |             |  |
|                |                        |                |              |              |             |             |  |
| Inscrits       | Inscrits               | Inscrits       | 67 884       | 100,00       | 67 814      | 100,00      |  |
| Abstentions    | Abstentions            | Abstentions    | 10 487       | 15,45        | 8 801       | 12,98       |  |
| Votants        | Votants                | Votants        | 57 397       | 84,55        | 59 013      | 87,02       |  |
| Blancs et nuls | Blancs et nuls         | Blancs et nuls | 1 659        | 2,89         | 2 361       | 4           |  |
| Exprimés       | Exprimés               | Exprimés       | 55 738       | 97,11        | 56 652      | 96          |  |

Le suppléant de Jean-Michel Baylet était Pierre Larroque, conseiller général du Canton de Castelsarrasin-2, maire de Meauzac.

### Élections de 1981
| Candidat       | Candidat                         | Parti             | Premier tour | Premier tour | Second tour | Second tour |  |
| Candidat       | Candidat                         | Parti             | Voix         | %            | Voix        | %           |  |
| -------------- | -------------------------------- | ----------------- | ------------ | ------------ | ----------- | ----------- |  |
|                | Jean-Michel Baylet sortant réélu | MRG               | 14 143       | 27,91        | 24 679      | 100,00      |  |
|                | Jean-Paul Nunzi                  | PS                | 13 236       | 26,12        | Retrait     | Retrait     |  |
|                | Jacques Briat                    | UDF (PR)          | 8 709        | 17,18        |             |             |  |
|                | Roland Hévin                     | RPR (UNM)         | 7 723        | 15,24        |             |             |  |
|                | Michel Bonnet                    | PCF               | 6 220        | 12,27        |             |             |  |
|                | Jean-Bernard Meynot              | Divers écologiste | 644          | 1,27         |             |             |  |
|                |                                  |                   |              |              |             |             |  |
| Inscrits       | Inscrits                         | Inscrits          | 69 726       | 100,00       | 69 700      | 100,00      |  |
| Abstentions    | Abstentions                      | Abstentions       | 18 009       | 25,83        | 25 662      | 36,82       |  |
| Votants        | Votants                          | Votants           | 51 717       | 74,17        | 44 038      | 63,18       |  |
| Blancs et nuls | Blancs et nuls                   | Blancs et nuls    | 1 042        | 2,01         | 19 359      | 43,96       |  |
| Exprimés       | Exprimés                         | Exprimés          | 50 675       | 97,99        | 24 679      | 56,04       |  |

Le suppléant de Jean-Michel Baylet était Pierre Larroque. Pierre Larroque remplaça Jean-Michel Baylet, nommé membre du gouvernement, du 24 août 1984 au 1er avril 1986.

### Élections de 1988
|                | Jean-Michel Baylet élu | MRG            | 24 463 | 50,03  |  |  |  |
|                | Norbert Magro          | UDF (URC)      | 12 218 | 24,99  |  |  |  |
|                | Évelyne Dutertre       | FN             | 6 563  | 13,42  |  |  |  |
|                | Michel Bonnet          | PCF            | 5 654  | 11,56  |  |  |  |
|                |                        |                |        |        |  |  |  |
| Inscrits       | Inscrits               | Inscrits       | 73 436 | 100,00 |  |  |  |
| Abstentions    | Abstentions            | Abstentions    | 22 139 | 30,15  |  |  |  |
| Votants        | Votants                | Votants        | 51 297 | 69,85  |  |  |  |
| Blancs et nuls | Blancs et nuls         | Blancs et nuls | 2 399  | 4,68   |  |  |  |
| Exprimés       | Exprimés               | Exprimés       | 48 898 | 95,32  |  |  |  |

Le suppléant de Jean-Michel Baylet était Jean-Paul Nunzi, PS. Jean-Paul Nunzi remplaça Jean-Michel Baylet, nommé membre du gouvernement, du 29 juillet 1988 au 1er avril 1993.

### Élections de 1993
| Candidat       | Candidat                   | Parti          | Premier tour | Premier tour | Second tour | Second tour |  |
| Candidat       | Candidat                   | Parti          | Voix         | %            | Voix        | %           |  |
| -------------- | -------------------------- | -------------- | ------------ | ------------ | ----------- | ----------- |  |
|                | Jean-Michel Baylet sortant | MRG (ADFP)     | 14 435       | 27,86        | 23 771      | 44,27       |  |
|                | Jacques Briat élu          | UDF (PR)       | 13 884       | 26,8         | 29 925      | 55,73       |  |
|                | Évelyne Dutertre           | FN             | 6 563        | 12,67        |             |             |  |
|                | Robert Lagrèze             | Divers droite  | 5 906        | 11,4         |             |             |  |
|                | Michel Bertrand            | PCF            | 4 440        | 8,57         |             |             |  |
|                | Yann Guyomard              | GÉ (EÉ)        | 3 501        | 6,76         |             |             |  |
|                | Henri Rambert              | LT-LNÉ         | 1 732        | 3,34         |             |             |  |
|                | Gérard Laveron             | SÉGA           | 1 114        | 2,15         |             |             |  |
|                | Marino Rigoni              | PLN            | 233          | 0,45         |             |             |  |
|                |                            |                |              |              |             |             |  |
| Inscrits       | Inscrits                   | Inscrits       | 75 191       | 100,00       | 75 167      | 100,00      |  |
| Abstentions    | Abstentions                | Abstentions    | 19 498       | 25,93        | 17 093      | 22,74       |  |
| Votants        | Votants                    | Votants        | 55 693       | 74,07        | 58 074      | 77,26       |  |
| Blancs et nuls | Blancs et nuls             | Blancs et nuls | 3 885        | 6,98         | 4 378       | 7,54        |  |
| Exprimés       | Exprimés                   | Exprimés       | 51 808       | 93,02        | 53 696      | 92,46       |  |

La suppléante de Jacques Briat était Josette Vernhes, RPR, agricultrice à Montech.

### Élections de 1997
| Candidat       | Candidat              | Parti          | Premier tour | Premier tour | Second tour | Second tour |  |
| Candidat       | Candidat              | Parti          | Voix         | %            | Voix        | %           |  |
| -------------- | --------------------- | -------------- | ------------ | ------------ | ----------- | ----------- |  |
|                | Jean-Paul Nunzi élu   | PS (PRS)       | 13 391       | 26,14        | 27 437      | 51,63       |  |
|                | Jacques Briat sortant | UDF (PR)       | 13 247       | 25,86        | 25 705      | 48,37       |  |
|                | Claude Michel         | FN             | 7 585        | 14,81        |             |             |  |
|                | Bernard Dagen         | Divers droite  | 5 232        | 10,21        |             |             |  |
|                | Michel Bertrand       | PCF            | 4 786        | 9,34         |             |             |  |
|                | Jean-Jacques Fraisse  | Les Verts      | 2 034        | 3,97         |             |             |  |
|                | Roger Delfau          | LDI (MPF)      | 1 285        | 2,51         |             |             |  |
|                | Gérard Laveron        | MDC            | 1 033        | 2,02         |             |             |  |
|                | Marino Rigoni         | Extrême gauche | 803          | 1,57         |             |             |  |
|                | Odile Le Feuvre       | US4J           | 577          | 1,13         |             |             |  |
|                | Charles Ruffinoni     | MÉI            | 550          | 1,07         |             |             |  |
|                | Ghislain Loezer       | Divers         | 377          | 0,74         |             |             |  |
|                | Jean Leygue           | Divers         | 324          | 0,63         |             |             |  |
|                |                       |                |              |              |             |             |  |
| Inscrits       | Inscrits              | Inscrits       | 74 718       | 100,00       | 74 683      | 100,00      |  |
| Abstentions    | Abstentions           | Abstentions    | 20 177       | 27           | 17 327      | 23,2        |  |
| Votants        | Votants               | Votants        | 54 541       | 73           | 57 356      | 76,8        |  |
| Blancs et nuls | Blancs et nuls        | Blancs et nuls | 3 317        | 6,08         | 4 214       | 7,35        |  |
| Exprimés       | Exprimés              | Exprimés       | 51 224       | 93,92        | 53 142      | 92,65       |  |

Le suppléant de Jean-Paul Nunzi était Jacques Bousquet, PRS, cadre commercial, maire adjoint de Valence-d'Agen. Jean-Paul Nunzi siégeait au groupe "Radical, citoyen, Vert".

### Élections de 2002
| Candidat       | Candidat                | Parti          | Premier tour | Premier tour | Second tour | Second tour |  |
| Candidat       | Candidat                | Parti          | Voix         | %            | Voix        | %           |  |
| -------------- | ----------------------- | -------------- | ------------ | ------------ | ----------- | ----------- |  |
|                | Jacques Briat élu       | UMP            | 18 853       | 35,98        | 26 537      | 54,22       |  |
|                | Jean-Paul Nunzi sortant | PS (PRG)       | 14 866       | 28,37        | 22 408      | 45,78       |  |
|                | Claude Michel           | FN             | 7 993        | 15,26        |             |             |  |
|                | Chantal Delmas          | CPNT           | 2 334        | 4,45         |             |             |  |
|                | Hugues Bauchy           | PCF            | 1 928        | 3,68         |             |             |  |
|                | Geneviève Delfau        | Les Verts      | 1 408        | 2,69         |             |             |  |
|                | Laurence Carrara        | LCR            | 1 382        | 2,64         |             |             |  |
|                | Sandra Martinez         | Extrême droite | 1 154        | 2,2          |             |             |  |
|                | Gilles Brédillot        | MNR            | 690          | 1,32         |             |             |  |
|                | Jean-Paul Damaggio      | Extrême gauche | 595          | 1,14         |             |             |  |
|                | Françoise Ratsimba      | LO             | 574          | 1,1          |             |             |  |
|                | Paulo Varela da Veiga   | GÉ             | 288          | 0,55         |             |             |  |
|                | Odile Le Feuvre         | ND             | 181          | 0,35         |             |             |  |
|                | Serge Duparc            | Divers         | 147          | 0,28         |             |             |  |
|                | Patrick Caplan          | Divers         | 0            | 0            |             |             |  |
|                |                         |                |              |              |             |             |  |
| Inscrits       | Inscrits                | Inscrits       | 78 039       | 100,00       | 78 004      | 100,00      |  |
| Abstentions    | Abstentions             | Abstentions    | 23 876       | 30,59        | 26 280      | 33,69       |  |
| Votants        | Votants                 | Votants        | 54 163       | 69,41        | 51 724      | 66,31       |  |
| Blancs et nuls | Blancs et nuls          | Blancs et nuls | 1 770        | 3,27         | 2 779       | 5,37        |  |
| Exprimés       | Exprimés                | Exprimés       | 52 393       | 96,73        | 48 945      | 94,63       |  |

Le suppléant de Jacques Briat était Gilles Bénech, agriculteur, conseiller municipal de Moissac.

### Élections de 2007
| Candidat       | Candidat              | Parti          | Premier tour | Premier tour | Second tour | Second tour |  |
| Candidat       | Candidat              | Parti          | Voix         | %            | Voix        | %           |  |
| -------------- | --------------------- | -------------- | ------------ | ------------ | ----------- | ----------- |  |
|                | Jacques Briat sortant | UMP            | 19 874       | 37,51        | 26 062      | 49,29       |  |
|                | Sylvia Pinel élue     | PRG (PS)       | 15 459       | 29,17        | 26 811      | 50,71       |  |
|                | Valérie Rabassa       | UDF–MoDem      | 5 603        | 10,57        |             |             |  |
|                | Pierre Verdier        | FN             | 2 751        | 5,19         |             |             |  |
|                | Laurence Carrara      | LCR            | 1 834        | 3,46         |             |             |  |
|                | Alain Jean            | Les Verts      | 1 697        | 3,2          |             |             |  |
|                | Jean-Yves Jouglar     | CPNT           | 1 695        | 3,2          |             |             |  |
|                | Françoise Durand      | PCF            | 1 552        | 2,93         |             |             |  |
|                | Ludovic Andrieux      | MPF            | 645          | 1,22         |             |             |  |
|                | Jean-Marc Bouyer      | Divers         | 568          | 1,07         |             |             |  |
|                | Paulo Varela da Veiga | GÉ             | 498          | 0,94         |             |             |  |
|                | Françoise Ratsimba    | LO             | 458          | 0,86         |             |             |  |
|                | Sylvie Le Ray         | MNR            | 356          | 0,67         |             |             |  |
|                |                       |                |              |              |             |             |  |
| Inscrits       | Inscrits              | Inscrits       | 84 401       | 100,00       | 84 398      | 100,00      |  |
| Abstentions    | Abstentions           | Abstentions    | 29 984       | 35,53        | 29 197      | 34,59       |  |
| Votants        | Votants               | Votants        | 54 417       | 64,47        | 55 201      | 65,41       |  |
| Blancs et nuls | Blancs et nuls        | Blancs et nuls | 1 427        | 2,62         | 2 328       | 4,22        |  |
| Exprimés       | Exprimés              | Exprimés       | 52 990       | 97,38        | 52 873      | 95,78       |  |

### Élections de 2012
| Candidat       | Candidat                     | Parti               | Premier tour | Premier tour | Second tour | Second tour |  |
| Candidat       | Candidat                     | Parti               | Voix         | %            | Voix        | %           |  |
| -------------- | ---------------------------- | ------------------- | ------------ | ------------ | ----------- | ----------- |  |
|                | Sylvia Pinel sortante réélue | PRG (PS, MRC)       | 22 887       | 42,05        | 30 445      | 59,86       |  |
|                | Marie-Claude Dulac           | RBM (FN)            | 10 457       | 19,21        | 20 417      | 40,14       |  |
|                | Philippe de Vergnette        | UMP                 | 9 462        | 17,38        |             |             |  |
|                | Jacques Briat                | Divers droite       | 4 560        | 8,38         |             |             |  |
|                | Maximilien Reynes-Dupleix    | FG (PCF) (NPA)      | 2 978        | 5,47         |             |             |  |
|                | Joëlle Simonet               | EÉLV                | 1 909        | 3,51         |             |             |  |
|                | Sophie Pla                   | Divers centre (ARC) | 554          | 1,02         |             |             |  |
|                | Jean-Paul Damaggio           | SÉGA                | 500          | 0,92         |             |             |  |
|                | Brigitte Ventre              | DLR                 | 362          | 0,67         |             |             |  |
|                | Sabine Richard-Nicolas       | NC                  | 266          | 0,49         |             |             |  |
|                | Françoise Ratsimba           | LO                  | 262          | 0,48         |             |             |  |
|                | Cédric Levieux               | Pirate              | 232          | 0,43         |             |             |  |
|                |                              |                     |              |              |             |             |  |
| Inscrits       | Inscrits                     | Inscrits            | 89 296       | 100,00       | 89 289      | 100,00      |  |
| Abstentions    | Abstentions                  | Abstentions         | 33 700       | 37,74        | 34 590      | 38,74       |  |
| Votants        | Votants                      | Votants             | 55 596       | 62,26        | 54 699      | 61,26       |  |
| Blancs et nuls | Blancs et nuls               | Blancs et nuls      | 1 167        | 2,1          | 3 837       | 7,01        |  |
| Exprimés       | Exprimés                     | Exprimés            | 54 429       | 97,9         | 50 862      | 92,99       |  |

### Élections de 2017
- Député sortant : Sylvia Pinel (PRG)
- Député élu : Sylvia Pinel (PRG)

|                                                                                 | |                           |                           |                          |                          |
|                                                                                 | | Premier tour 11 juin 2017 | Premier tour 11 juin 2017 | Second tour 18 juin 2017 | Second tour 18 juin 2017 |
|                                                                                 | |                           |                           |                          |                          |
|                                                                                 | | Nombre                    | % des inscrits            | Nombre                   | % des inscrits           |
| Inscrits                                                                        | Inscrits | 93 344                    | 100,00                    | 93 329                   | 100,00                   |
| Abstentions                                                                     | Abstentions | 45 717                    | 48,98                     | 48 859                   | 52,35                    |
| Votants                                                                         | Votants | 47 627                    | 51,02                     | 44 470                   | 47,65                    |
|                                                                                 | |                           | % des votants             |                          | % des votants            |
| Bulletins blancs                                                                | Bulletins blancs | 1 354                     | 2,84                      | 3 693                    | 8,30                     |
| Bulletins nuls                                                                  | Bulletins nuls | 692                       | 1,45                      | 2 149                    | 4,83                     |
| Suffrages exprimés                                                              | Suffrages exprimés | 45 581                    | 95,70                     | 38 628                   | 86,86                    |
|                                                                                 | |                           |                           |                          |                          |
| Candidat Étiquette politique (partis et alliances)                              | Candidat Étiquette politique (partis et alliances)                                                                         | Voix                      | % des exprimés            | Voix                     | % des exprimés           |
|                                                                                 | |                           |                           |                          |                          |
|                                                                                 | Sylvia Pinel (députée sortante) Parti radical de gauche (La République en marche - Parti socialiste - Génération écologie) | 12 450                    | 27,31                     | 21 398                   | 55,40                    |
|                                                                                 | Romain Lopez Front national                                                                                                | 9 857                     | 21,63                     | 17 230                   | 44,60                    |
|                                                                                 | Mathieu Albugues Les Républicains (Union des démocrates et indépendants)                                                   | 8 579                     | 18,82                     |                          |                          |
|                                                                                 | Ivan Jacquemard La France insoumise                                                                                        | 6 282                     | 13,78                     |                          |                          |
|                                                                                 | Thierry Hamelin Divers gauche                                                                                              | 2 742                     | 6,02                      |                          |                          |
|                                                                                 | Dominique Parcellier Europe Écologie Les Verts                                                                             | 1 661                     | 3,64                      |                          |                          |
|                                                                                 | Françoise Tardin Parti communiste français                                                                                 | 986                       | 2,16                      |                          |                          |
|                                                                                 | Pierre Verdier Extrême droite (Union des Patriotes)                                                                        | 875                       | 1,92                      |                          |                          |
|                                                                                 | Véronique Hoarau Écologiste (Mouvement écologiste indépendant - Confédération pour l'homme, l'animal et la planète)        | 548                       | 1,20                      |                          |                          |
|                                                                                 | Frédéric Jean-Avallone Divers droite (La France qui ose)                                                                   | 511                       | 1,12                      |                          |                          |
|                                                                                 | Élodie Montemont Divers (Union populaire républicaine)                                                                     | 433                       | 0,95                      |                          |                          |
|                                                                                 | Cédric Levieux Divers (Parti pirate)                                                                                       | 337                       | 0,74                      |                          |                          |
|                                                                                 | Anne Bourguignon Lutte ouvrière                                                                                            | 299                       | 0,66                      |                          |                          |
|                                                                                 | Kévin Fermine Divers (Union des Forces Citoyennes Républicaines)                                                           | 21                        | 0,05                      |                          |                          |
| Source : Ministère de l'Intérieur - Deuxième circonscription de Tarn-et-Garonne | |                           |                           |                          |                          |

### Élections de 2022
Députée sortante : Sylvia Pinel (Parti radical de gauche).
| Résultats des élections législatives des 12 et 19 juin 2022 de la 2e circonscription du Tarn-et-Garonne |                          |                          |                          |              |              |             |             |
| Candidat                                                                                                | Candidat                 | Parti et coalition       | Nuance                   | Premier tour | Premier tour | Second tour | Second tour |
| Candidat                                                                                                | Candidat                 | Parti et coalition       | Nuance                   | Voix         | %            | Voix        | %           |
| | Marine Hamelet           | RN                       | RN                       | 15 186       | 31,00        | 23 678      | 54,99       |
| | Christian Astruc         | Horizons (ENS)           | ENS                      | 10 084       | 20,58        | 19 384      | 45,01       |
| | Sylvia Pinel*            | PRG                      | RDG                      | 9 892        | 20,19        |             |             |
| | Nathalie Manchado        | LFI (NUPES)              | NUP                      | 9 272        | 18,93        |             |             |
| | Frédéric Cases           | REC                      | REC                      | 2 463        | 5,03         |             |             |
| | Jean-Yves Jouglar        | LMR                      | DIV                      | 968          | 1,98         |             |             |
| | Françoise Ratsimba       | LO                       | DXG                      | 452          | 0,92         |             |             |
| | Cédric Levieux           | PP                       | DIV                      | 424          | 0,87         |             |             |
| | Claire Aymes             | BO                       | REG                      | 249          | 0,51         |             |             |
| |                          |                          |                          |              |              |             |             |
| Votes valides                                                                                           | Votes valides            | Votes valides            | Votes valides            | 48 990       | 97,32        | 43 062      | 89,49       |
| Votes blancs                                                                                            | Votes blancs             | Votes blancs             | Votes blancs             | 894          | 0,93         | 3 518       | 7,31        |
| Votes nuls                                                                                              | Votes nuls               | Votes nuls               | Votes nuls               | 453          | 0,47         | 1 538       | 3,20        |
| Total                                                                                                   | Total                    | Total                    | Total                    | 50 337       | 100          | 48 118      | 100         |
| Abstention                                                                                              | Abstention               | Abstention               | Abstention               | 45 986       | 47,74        | 48 208      | 50,05       |
| Inscrits / participation                                                                                | Inscrits / participation | Inscrits / participation | Inscrits / participation | 96 323       | 52,26        | 96 326      | 49,95       |

### Élections de 2024
Députée sortante : Marine Hamelet (Rassemblement national).
| Candidat                 | Candidat                 | Parti et coalition       | Nuance                   | Premier tour | Premier tour | Second tour | Second tour |
| Candidat                 | Candidat                 | Parti et coalition       | Nuance                   | Voix         | %            | Voix        | %           |
| ------------------------ | ------------------------ | ------------------------ | ------------------------ | ------------ | ------------ | ----------- | ----------- |
|                          | Marine Hamelet           | RN                       | RN                       | 32 578       | 49,17        | 37 015      | 61,51       |
|                          | Claudie Chrétien         | LFI (NFP)                | UG                       | 12 286       | 18,54        | 23 166      | 38,49       |
|                          | Jules Duffaut            | HOR (ENS)                | ENS                      | 10 335       | 15,60        |             |             |
|                          | Anne Ius                 | PRG                      | RDG                      | 9 952        | 15,02        |             |             |
|                          | Françoise Ratsimba       | LO                       | EXG                      | 791          | 1,19         |             |             |
|                          | Claire Aymes             | CC (CC)                  | REG                      | 310          | 0,47         |             |             |
|                          |                          |                          |                          |              |              |             |             |
| Suffrages exprimés       | Suffrages exprimés       | Suffrages exprimés       | Suffrages exprimés       | 66 252       | 96,57        | 60 181      | 88,37       |
| Votes blancs             | Votes blancs             | Votes blancs             | Votes blancs             | 1 545        | 2,25         | 5 655       | 8,30        |
| Votes nuls               | Votes nuls               | Votes nuls               | Votes nuls               | 811          | 1,18         | 2 265       | 3,33        |
| Total                    | Total                    | Total                    | Total                    | 68 608       | 100          | 68 101      | 100         |
| Abstention               | Abstention               | Abstention               | Abstention               | 28 586       | 29,41        | 29 098      | 29,94       |
| Inscrits / participation | Inscrits / participation | Inscrits / participation | Inscrits / participation | 97 194       | 70,59        | 97 199      | 70,06       |

#### Département de Tarn-et-Garonne
- La fiche de l'INSEE de cette circonscription : « Tableaux et Analyses de la deuxième circonscription de Tarn-et-Garonne », sur insee.fr, site de l'Institut national de la statistique et des études économiques (consulté le 10 juin 2007) [PDF]
- « Tous les députés du département de Tarn-et-Garonne depuis 1789 », sur assemblee-nationale.fr, site de l'Assemblée nationale française (consulté le 10 juin 2007)
- « Informations contentieuses sur le département de Tarn-et-Garonne (Élections législatives de 2002) »(Archive.org • Wikiwix • Archive.is • Google • Que faire ?), sur conseil-constitutionnel.fr, site du Conseil constitutionnel (consulté le 13 juin 2007)

#### Circonscriptions en France
- « Carte des circonscriptions législatives en France », sur assemblee-nationale.fr, site de l'Assemblée nationale française (consulté le 20 juin 2007)
- « Résultats électoraux officiels en France »(Archive.org • Wikiwix • Archive.is • Google • Que faire ?), sur interieur.gouv.fr, site du ministère de l'Intérieur (France) (consulté le 13 juin 2007)
- Description et Atlas des circonscriptions électorales de France sur http://www.atlaspol.com, Atlaspol, site de cartographie géopolitique, consulté le 13 juin 2007.